# Åke Sjölin (diplomat)
Åke Magnus Valdemar Sjölin, född 26 augusti 1910 i Lindesbergs församling  i Lindesbergs kommun, Örebro län, död 19 oktober 1999 i Husby-Sjutolfts församling i Enköpings kommun, Uppsala län. Han var svensk diplomat och jurist.

## Biografi
Sjölin var son till borgmästaren Magnus Sjölin och Svea Rehnvall. Han tog studentexamen i Lund 1928 och tog juris kandidatexamen i Stockholm 1933. Sjölin genomförde tingstjänstgöring vid Lindes samt Medelstads domsaga 1934–1936 innan han blev attaché vid Utrikesdepartementet (UD) 1937. Han tjänstgjorde i Chicago 1938, Washington, D.C. 1939, Buenos Aires 1942 och var andre legationssekreterare där 1943 samt förste sekreterare vid UD 1945. Sjölin var byråchef där 1950, beskickningsråd i Oslo 1952–1957 och var därefter sändebud i Beirut, Damaskus och Amman 1957–1958, Beirut och Amman 1958–1960, Addis Abeba och Khartoum 1960–1964, jämväl Mogadishu och Tananarive 1961–1964, Bangkok, Rangoon, Kuala Lumpur och Saigon 1964–1967, jämväl Vientiane 1965–1967, Singapore 1966–1967 och generalkonsul i Berlin 1967–1972 samt sändebud i Rabat, Nouakchott, Dakar och Banjul 1972–1976.
Han gifte sig 1946 med Maud Selander (född 1921), dotter till direktören Hjalmar Selander och Märta Russel. Han var far till Åsa Nilsonne (född 1949) och en son född 1952. Sjölin är gravsatt i minneslunden på Husby-Sjutolfts kyrkogård.

## Utmärkelser
Sjölins utmärkelser:
- Riddare av Nordstjärneorden (RNO)
- Storkorset av Jordanska självständighetsorden (StkJordSjälvstO)
- Storkorset av Libanesiska Cederorden (StkLibanCederO)
- Kommendör av Chilenska förtjänsttecknet Al Mérito (KChilAM)
- Kommendör av Mexikanska Örnorden (KMexÖO)
- Kommendör av Norska Sankt Olavsorden (KNS:tOO)
- Kommendör av Spanska Isabel la catolicas orden (KSpICO)
- Officer av Brasilianska Södra korsets orden (OffBrasSKO)
- Etiopiska Röda Korsets medalj (EtiopRKM)